# 阿部豊太郎
阿部 豊太郎（あべ とよたろう、1946年12月23日 - ）は、日本の経営者。丸美屋食品工業社長を務めている。東京都出身。

## 来歴・人物
1970年に東京大学経済学部を卒業し、同年に日本長期信用銀行に入行した。1985年に丸美屋食品工業に転じ、1994年6月に社長に就任。